# May Robson
May Robson, właśc. Mary Jeanette Robison (ur. 19 kwietnia 1858 w Melbourne, zm. 20 października 1942 w Beverly Hills) – australijska aktorka, nominowana do Oscara za rolę w filmie Arystokracja podziemi.

## Filmografia
- 1920: Doktor Jekyll i pan Hyde – prostytutka (niewymieniona w czołówce)
- 1927: Król królów – matka Gestasa
- 1933: Alicja w Krainie Czarów – Królowa Kier
- 1933: Arystokracja podziemi – Annie / Pani E. Worthington Manville
- 1933: Spotkanie w Wiedniu – Frau Lucher
- 1933: Tańcząca Wenus – Dolly Todhunter, babcia Toda
- 1933: Kolacja o ósmej – pani Wendel
- 1935: Anna Karenina – hrabina Wrońska
- 1935: Dla ciebie tańczę – ‘Granny’ Leslie
- 1936: Żona czy sekretarka – Mimi Stanhope
- 1937: Narodziny gwiazdy – babcia Lettie
- 1938: Drapieżne maleństwo – ciotka Elizabeth Random
- 1938: Przygody Tomka Sawyera – ciotka Polly
- 1938: Cztery córki – ciotka Etta
- 1939: Cztery żony – ciotka Etta